# Selaginella spinulosovena
Selaginella spinulosovena är en mosslummerväxtart som beskrevs av G.Q.Gou och P.S.Wang. Selaginella spinulosovena ingår i släktet mosslumrar, och familjen mosslummerväxter. Inga underarter finns listade i Catalogue of Life.